# Eschweilera punctata
Eschweilera punctata é uma espécie de lenhosa da família Lecythidaceae.
Pode ser encontrada nos seguintes países: Brasil (no Acre) e Colômbia.
Está ameaçada por perda de habitat.